# 合肥BRT
合肥快速公交系统（Hefei Bus Rapid Transit），是安徽省合肥市的公共交通系统的组成部分。合肥现在有6条快速公交线路（至2025年7月），分别为B1路、B2路、B4路、B7路、B9路、B11路。

## 现状
合肥市所有快速公交线路现均由合肥公交集团运营。快速公交线路基本布局在设置了公交专用道的主干道上。快速公交所行驶的专用道一般在公交专用道的路中设置了站台，方便快速公交与其它公交线路进行换乘，同时减少社会车辆对公交停靠的干扰。

### 公交专用道
合肥市目前有已建成公交专用道126.4公里。在建里程约29公里，已经纳入2018年建设计划的拟建公交专用道里程约55.8公里。七条快速公交线路分别途经徽州大道、望江路、长江路（长江西路、长江中路、长江东大街）、紫云路、包河大道、金寨路公交专用道。合肥市于2013年试点BRT先行政策，但由于种种原因至今仍未推广。
长江路、包河大道、金寨路公交专用道为路中式公交专用道，在路中设置了岛式站台。岛式站台每一侧可以同时停靠三辆18m公交车。乘客通过天桥(安农大，小东门，铜陵新村）、地下通道（三里庵，三孝口西，飞凤街，四牌楼）或是路口的斑马线从人行道前往站台。除有快速公交外还有1、78、99、116、136、902等公交线路行驶在公交专用道上配备左开门车辆停靠岛式站台，方便乘客换乘快速公交线路。岛式站台上装有半高屏蔽门保护乘客安全。值得一提的是，目前，飞凤街与三里庵站均规划有通道与合肥轨道交通2号线的地铁车站连接，目前三里庵站的通道已投入使用，飞凤街站的换乘通道仍在施工中。以上岛式站点沿线的道路有公交专用道。公交专用道没有硬隔离，通过公交车的摄录装置和道路上的探头拍摄违章占用公交专用道的社会车辆。因实际道路条件限制，包河大道在龙川路与繁华大道之间不设置专用道，金寨路在南七里站不设置专用道。
徽州大道公交专用道为路中式公交专用道，在路中设置了设侧式站台。包括东陈岗，卫岗，卫塘，凌大塘，惠民，梅兰，要素大市场东，滨湖世纪城等公交站。乘客乘车均通过天桥前往，两侧站台不能换乘。滨湖新区（南二环至珠江路）段有绿化带与社会车道分开。望江路公交专用道与徽州大道公交专用道类似，全程为路中公交专用道，但不设置硬隔离。部分站点由斑马线进入乘车，南七里站（市三院）由地下通道进入乘车。紫云路公交专用道在宿松路以西为路中式专用道，路中设有侧式站台，宿松路以东为路侧式专用道。

### 运营车辆
目前合肥市快速公交车辆均为12m或18m（铰链车）长的清洁能源公交车。12m车辆使用的车型主要为安凯牌HFF6125GZ-4C，18m车辆使用的车型主要为安凯牌HFF6180G02CE5。

### 票价
合肥快速公交的票价与合肥市区的公交票价一致，即贰元一票制。使用合肥通卡享受7折优惠，在3-90分钟内可进行3次免费公交换乘。在路中岛式站台乘坐快速公交时，进站买票，乘客下车后可以在岛式站台上免费换乘其他停靠站台的车辆，进出同一岛式公交站台使用合肥通卡不享受公交换乘优惠。

## 历史
2007年5月18日，合肥公交集团快速公交1号线（现B1线）投入试运行，这是继北京、杭州之后国内第三条快速公交线路、安徽省内首条快速公交线路。
2007年5月18日，B1试运行。初期投放4辆18米长铰接车，额定满载160人。试运行阶段，B1线自滨湖新城建设指挥部始发，经紫云路、徽州大道至东陈岗调头，沿途停靠紫云路口、花园路口、飞二路口等7个停靠站，服务时间为6:00～20:00。2007年12月26日，随着徽州大道改建工程全线贯通，B1线延伸至市府广场，18米公交车增加到10辆，新增了大钟楼和市府广场等站点。2008年7月16日，拥有8个公交进出通道、可同时服务2000名乘客的市府广场公交枢纽站启用，B1线延伸至市府广场公交枢纽站，线路长度增加到17.8公里，沿途停靠11个站点，平均站距达1.62公里，服务时间也延长到6:00～22:30。
2007年以来，合肥市徽州大道、长江中路、长江东大街、阜阳路、蒙城路、望江路等公交专用道陆续交付使用，长江中路、长江西路、长江东大街、阜阳路路中岛式站台的启用，为开辟快速公交线路提供了有利条件,一批快速公交线路相继开通：2008年4月1日，由博物馆通往芙蓉路公交站的BRT2号线开通，后撤销与55路合并；2010年11月5日，由市府广场通往汽车客运西站的BRT4号线开通；2012年1月16日，由市府广场通往市二院新区的BRT5号线开通；2015年9月22日“无车日”当天，由市府广场通往艾亭路公交站的L3路开通，并于2016年8月13日改为K3线。
2018年7月20日，合肥公交集团对行驶在长江路、长江东大街公交专用道内的3路公交走向实施优化调整。3路优化调整后，全程停靠长江中路、长江东大街公交专用道全部岛式公交站台，并升级更名为B3线。同日起，合肥公交集团新开76路、78路公交线，撤销快速公交4号线、快速公交5号线。76路和78路的走向覆盖了因为快4线和原3路走向更改带来的公交盲区，于1956年开通的合肥3路公交车从此不复存在。
2018年10月13日，为优化合肥市包河大道沿线公交线网布局，将65路公交改为B5路。2018年11月6日，为服务望江路沿线居民乘坐公交车快捷出行，开通B2路。
2019年3月，为加快构建合肥市快速公交网络，3月15日起，33路更名为BRT 11号线，97路更名为BRT 7号线，线路走向、停靠站点及服务时间等均不变。自3月21日起，26路调整线路并更名为BRT 4号线。
2019年4月20日，合肥公交集团恢复BRT1号线公交车全时段通行徽州大道公交专用道。2019年4月28日，合肥公交集团将K3路公交更名为BRT9号线并停靠阜阳北路高架北延路段的BRT站台。

## 运营线路
运营线路中，线路停靠的路中岛式站台使用粗体表示，停靠的路中侧式站台使用斜体表示。岛式站台不出站可以免费换乘其它停靠同一岛式站台的线路。

### B1路/BRT1号线
- 运营单位：合肥公交集团第三巴士公司
- 运营时间：6:00~20:00

- 途经站点：市府广场、大钟楼北、东陈岗、卫岗、卫塘、惠民、梅兰、要素大市场东、滨湖世纪城（市府广场方向停靠路中侧式站台）、四十六中、一中、师范附小、徽杭路口西（市府广场方向）、滨湖时代广场（注：因方兴大道高架施工，滨湖方向下客站为棠溪人家。）

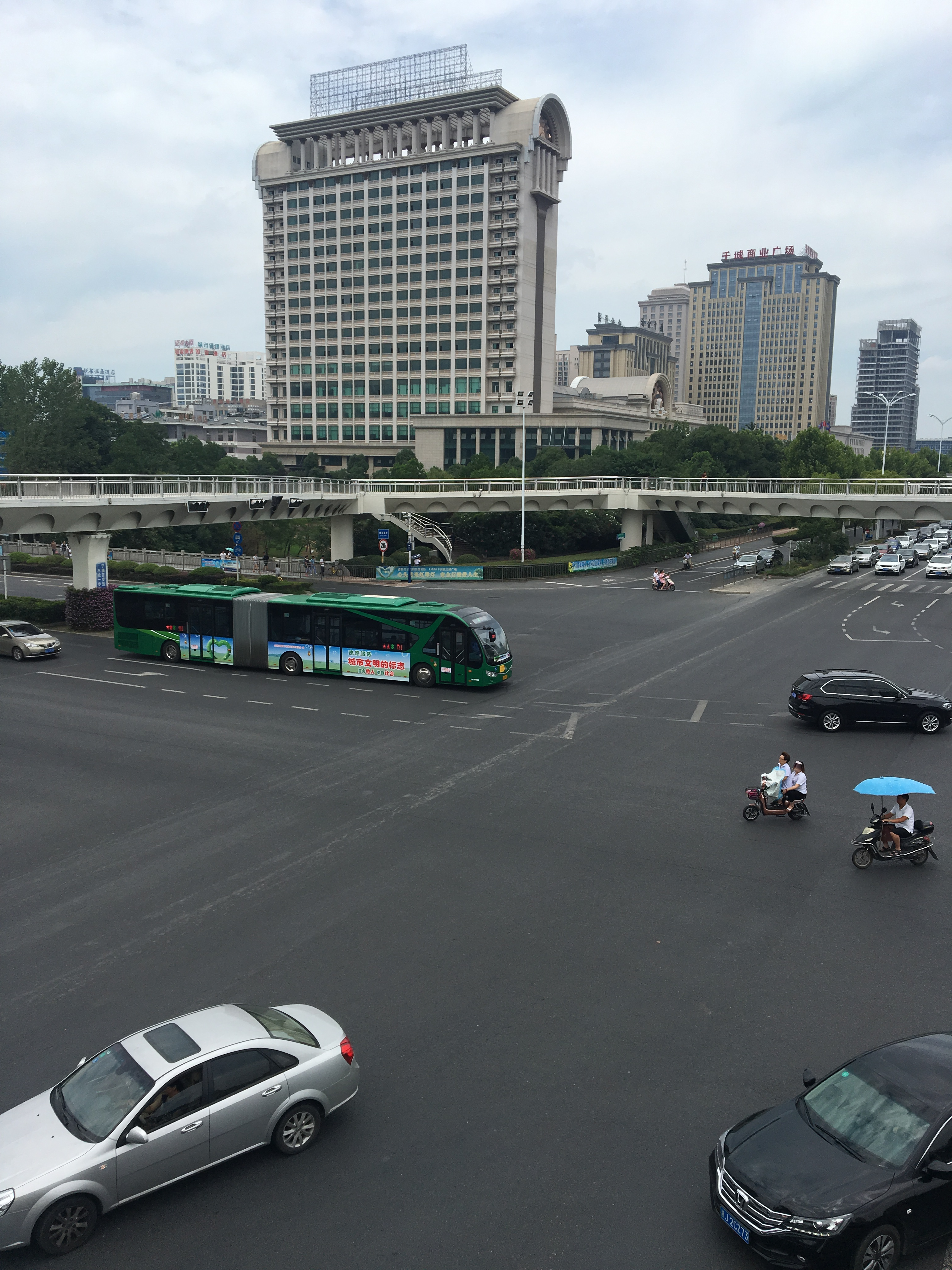
图中绿色公交车辆为B1路公交车，该公交车正准备由紫云路左转至徽州大道。

#### B1区间
- 运营单位：合肥公交集团第三巴士公司
- 早高峰发车时间：师范附小7:10、7:20、7:30；东陈岗8:00、8:10、8:20，仅工作日运营
- 晚高峰发车时间：滨湖世纪城17:40、17:50、18:00，仅工作日运营
- 早高峰途经站点：
  - 东陈岗方向：师范附小、四十六中、滨湖世纪城、要素大市场东、卫岗、东陈岗
  - 滨湖时代广场方向：东陈岗、卫岗、要素大市场东、滨湖世纪城、滨湖时代广场
- 晚高峰途经站点：滨湖世纪城、要素大市场东、卫岗、东陈岗

### B2路/BRT2号线
- 运营单位：合肥公交集团第二巴士公司

- 运营时间：望铜公交站：6:00～19:00；中科大先研院：6:00～19:00

- 途经站点：中科大先研院、高新区管委会、动漫基地、永和路、浮山路、枫林路、蜀南庭苑、警察学院、新华学院、望科路口、望智路口、洪岗村、信旺华府骏苑、秀水花园、省旅游学校、轴承厂、南七里站（中科大先研院方向）、市三院（望铜公交站方向）、省儿童医院（安徽行政学院）、卫岗、望宁路口、五里冲、望铜路口（中科大先研院方向）、望铜公交站。

注：望智路口望铜公交站方向停靠路中侧式站台，中科大先研院方向停靠路侧站台；五里冲中科大先研院方向停靠路中侧式站台、望铜公交站靠路侧站台。

### B4路/BRT4号线
- 运营单位：合肥公交集团第三巴士公司
- 运营时间：合肥信息技术职业学院：06:00~21:30；滨湖会展中心：06:00~22:10
- 途经站点：合肥信息技术职业学院、幸福大街、紫翡路口、紫金路口、青龙潭路口、紫合路口、蓬莱路、青鸾路口、紫莲路口、天都路口、沈河、布水站、新年新村、周岗、四十六中、滨湖世纪城、王墩、天山路口、紫庐路口、滨湖会展中心。

### B7路/BRT7号线
- 运营单位：合肥公交集团第三巴士公司
- 运营时间：省行政中心：06:30~19:00；杏花公园：06:00~19:00
- 途经站点：杏花公园、城隍庙、飞凤街、四牌楼、小东门、芜湖路、周谷堆、世纪阳光花园、五里冲、东马路口、葛大店、贾小郢、滨江花月（杏花公园方向）、包河区政府、许小河、观音庙、皖都徽韵、花园、华夏茶博城、北部湾路、大板桥、包泉路口、艾岗村、包淮路口、中山路站、徽强路、徽中路（杏花公园方向）、停靠站（徽中路中山路）、徽华路、省行政中心。

### B9路/BRT9号线
- 运营单位：合肥公交集团第四巴士公司
- 运营时间：艾亭路公交站：5:50~21:30；市府广场：6:00~22:00
- 途经站点：
  - 艾亭路公交站方向：市府广场、百花井北、双岗南、绿都花园、一里井、杏林小区、化工研究院、探矿厂、七里桥、郑大郢、老周郢、融科梧桐里、鹤阳路口、双墩、物华苑、大栗树、裕徽苑、老四房、艾亭路公交站
  - 市府广场方向：艾亭路公交站、老四房、裕徽苑、大栗树、物华苑、双墩、鹤阳路口、融科梧桐里、老周郢、郑大郢、七里桥、探矿厂、化工研究院、杏林小区、一里井、双岗南、百花井北、市府广场

### B11路/BRT11号线
- 运营单位：合肥公交集团第三巴士公司
- 运营时间：肥西火车站：05:40~21:40；南七里站：06:10~22:40
- 途经站点：
  - 南七里站方向：肥西火车站、金站路口、金仙路口、万派城、卫星社区、肥光、绿海商务学院、三联学院、桃花源、金锦路口、多伦多花园、东河、金丹路口、繁华大道、明珠广场北、大华国际港、建筑大学北区、金休路口、江淮站、南七里站；
  - 翡仙路口方向：南七里站、江淮站、金休路口、大华国际港、明珠广场北、繁华大道、金丹路口、东河、多伦多花园、金锦路口、桃花源、三联学院、绿海商务学院、肥光、环球世家、卫星社区、万派城、李湾小区、翡仙路口。

## 备注
1. ↑  .   [2018-12-28].[]
2. ↑  合肥试点BRT公交优先通行 避免等信号灯 江淮晨报 http://www.ah.xinhuanet.com/2013-09/27/c_117528459.htm Archive.today的存檔，存档日期2013-12-11
3. ↑  唐娜. . ah.anhuinews.com.   [2018-08-11]. （原始内容存档于2018-08-11）.
4. ↑  . 2016-08-11  [2018-01-05]. （原始内容存档于2018-01-05）.
5. ↑  .   [2018-12-28]. （原始内容存档于2020-11-05）.
6. ↑  .   [2018-12-28].[]
7. ↑  .   [2019-03-16].[]
8. ↑  .   [2019-04-19].[]
9. ↑  .   [2019-04-19].[]